# Donini Ferenc Ferdinánd
Donini Ferenc Ferdinánd (17. század – 18. század) bölcsész, orvos.

## Élete
Neyberg Xavér herceg, boroszlói püspök, Lubomirszky lengyel herceg és Esterházy herceg szolgálatában állt a 17. század végén és a 18. század elején.

## Munkái
Két kézirati munkája került a budapesti Egyetemi Könyvtárban: Vnderschidliche Notata. (4-rét, Orvosi jegyzések; az 1. l. Eremi Zobor) és Scripta varia (4r. XVIII. századból. Különböző jegyzetei matematikai és természettudományi tartalommal.)